# Arcade palmaire profonde
L'arcade palmaire profonde (ou arcade palmaire radiale) est un réseau artériel présent de la paume de la main.

## Structure
L'arcade palmaire profonde est formée par l'anastomose entre le rameau carpien palmaire de l'artère radiale et le rameau carpien palmaire de l'artère ulnaire.
L'arcade palmaire profonde repose sur la face antérieure des bases des métacarpiens et sur les muscles interosseux de la main. Elle passe en profondeur sous le chef oblique du muscle adducteur du pouce, des tendons fléchisseurs des doigts et des muscles lombricaux de la main.
Le nerf ulnaire chemine à son côté.
De l'arcade palmaire profonde naissent les artères métacarpiennes palmaires.